# شعبوية

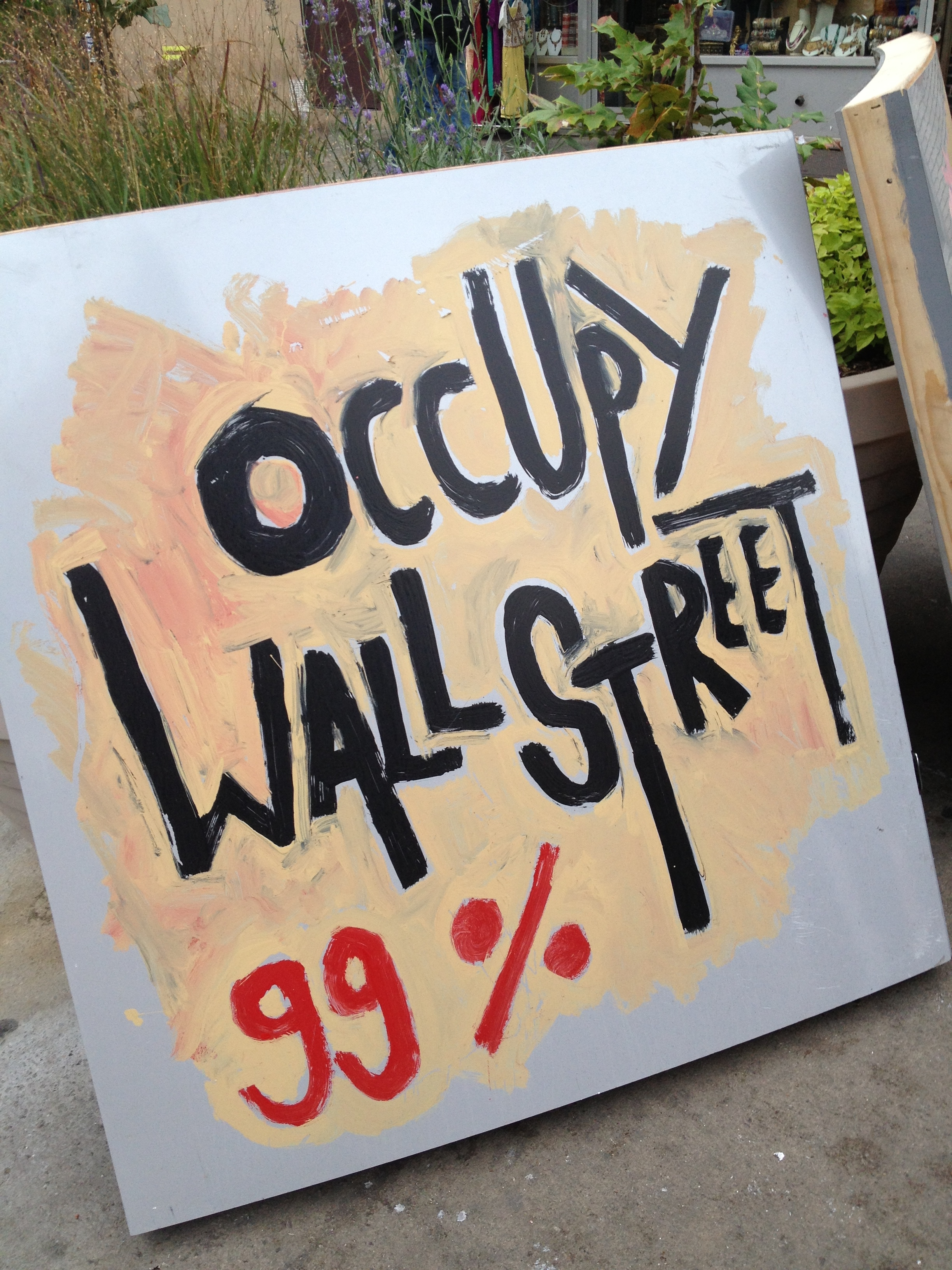
مع خطابها لـ "99٪" (الشعب) ضد "1٪" (النخبة) ، كانت حركة الاحتلال الدولية مثالاً على الحركة الاجتماعية الشعبوية.

كما هو محدد في مخطط نولان، توجد الشعبوية (والشمولية) في أسفل اليسار.

تشير الشعبوية إلى مجموعة من المواقف السياسية التي تؤكد على فكرة «الشعب» وتقارن هذه المجموعة غالبًا بـ «النخبة». تطور المصطلح في القرن التاسع عشر وطُبِّق على العديد من السياسيين والأحزاب والحركات منذ ذلك الوقت، على الرغم من ندرة اختياره كوصف ذاتي. في إطار العلوم السياسية وغيرها من العلوم الاجتماعية، جرى توظيف العديد من تعريفات الشعبوية المختلفة، إذ اقترح بعض الباحثين رفض هذا المصطلح برمته.
يُعرف الإطار المشترك لتفسير الشعبوية بالنهج التصوري، والذي يعرّف الشعبوية بالإيديولوجية التي تمثل «الشعب» كقوة خيّرة أخلاقيًا وتناقضهم بـ «النخبة»، التي توصَف بالفساد والأنانية. يختلف الشعبويون في تعريف «الشعب»، ولكنه يمكن أن يستند وفقًا لأسس طبقية أو عرقية أو وطنية. عادة ما يقدم الشعبويون «النخبة» على أنها مجموعة تضم المؤسسة السياسية والاقتصادية والثقافية والإعلامية، والتي تُصوَّر بالكيان المتجانس وتُتَّهم بتقديم مصالحها الشخصية، وغالبًا مصالح المجموعات الأخرى -كالشركات الكبيرة أو الدول الأجنبية أو المهاجرين- على مصالح «الشعب». غالبًا ما تقود الأحزاب الشعبوية والحركات الاجتماعية شخصياتٌ مؤثرة أو مهيمنة تقدم نفسها على أنها «صوت الشعب». وفقًا للنهج التصوري، غالبًا ما تقترن الشعبوية بإيديولوجيات أخرى، كالقومية أو الليبرالية أو الاشتراكية. بالتالي، يمكن إيجاد الشعبويين في مواقع مختلفة على امتداد الطيف السياسي اليساري-اليميني، وهناك الشعبوية اليسارية والشعبوية اليمينية.
عرّف علماء آخرون في العلوم الاجتماعية مصطلح الشعبوية بشكل مغاير. وفقًا لتعريف الهيئة الشعبية الذي استخدمه بعض مؤرخي تاريخ الولايات المتحدة، تشير الشعبوية إلى مشاركة السكان الشعبية في صنع القرار السياسي. يقدم النهج المقترن بعالم السياسة إرنستو لاكلو الشعبوية بوصفها قوة اجتماعية متحررة تتحدى بها الجماعات المهمشة أجهزة السلطة المهيمنة. استخدم بعض خبراء الاقتصاد هذا المصطلح في إشارة إلى الحكومات المعنية بالإنفاق العام الضخم الذي تموله القروض الأجنبية، ما أدى إلى التضخم المفرط واتباع التدابير الطارئة. في الخطاب الشعبي -حيث يُستخدم المصطلح بازدراء مرارًا- استُخدم المصطلح أحيانًا بالترادف مع الغوغائية لوصف السياسيين الذين يقدمون إجابات مفرطة البساطة على أسئلة معقدة بطريقة عاطفية للغاية، أو بالانتهازية، لوصف السياسيين الذين يسعون إلى إرضاء الناخبين دون اعتبارات منطقية بمسار العمل الأفضل.
بدأ استخدام مصطلح الشعبوية في أواخر القرن التاسع عشر إلى جانب تعزيز الديمقراطية. في الولايات المتحدة، كان المصطلح وثيق الصلة بحزب الشعب، بينما ارتبط في الإمبراطورية الروسية بحركة النارودنكس الاشتراكية الزراعية. في ستينيات القرن العشرين، تزايدت شعبية المصطلح بين علماء الاجتماع في الدول الغربية، وفي وقت لاحق من القرن العشرين، طُبِّق على مختلف الأحزاب السياسية النشطة في الديمقراطيات الليبرالية. في القرن الواحد والعشرين، ازداد شيوع المصطلح في الخطاب السياسي، لا سيما في الأميركتين وأوروبا، لوصف جماعات يسارية ويمينية، وجماعات الوسط المعترضة على الأحزاب القائمة. عندما تولى الشعبويون مناصب في الديمقراطيات الليبرالية، غالبًا ما كانوا مسؤولين عن الانتكاسات الديمقراطية -والمعروفة أيضًا بـ «التدهور الديمقراطي» أو «إزالة الديمقراطية»- إذ عرقلوا المؤسسات المستقلة كوسائل الإعلام أو القضاء والتي يرونها معادية «لإرادة الشعب». 

## أصل الكلمة واصطلاحها
تُعد كلمة الشعبوية عبارة مبهمة ومتنازعٌ عليها تُستخدم في الإشارة إلى مجموعة متنوعة من الظواهر. وصفها العالم السياسي ويل بريت بـ «المثال التقليدي لمفهوم موسَّع»، والذي اجتُّث معناه بسبب فرط الاستخدام وإساءته»، بينما قال العالم السياسي بول تاغارت عن الشعبوية إنها «أحد المفاهيم السياسية الأكثر استخدامًا ولكن غير مفهومة جيدًا في عصرنا».
نشأ هذا المصطلح كأحد أشكال التسمية الذاتية، واستخدمه أعضاء حزب الشعب الذي نشطوا في الولايات المتحدة خلال أواخر القرن التاسع عشر. في الإمبراطورية الروسية خلال نفس الفترة، كانت هناك جماعة يُشار لها بالنارودنكس، والتي غالبًا ما تُرجمت إلى الإنجليزية بالشعبوية. اختلفت الحركتان الروسية والأمريكية في نواح مختلفة، وكان تشارك الاسم من قبيل الصدفة. في عشرينيات القرن العشرين، دخل المصطلح اللغة الفرنسية، واستُخدم لوصف مجموعة من الكُتاب الذين يعبرون عن تعاطفهم مع الأشخاص العاديين. في أعقاب عام 2016، وهو العام الذي شهد انتخاب دونالد ترامب رئيسًا للولايات المتحدة الأمريكية، واستفتاء بقاء المملكة المتحدة ضمن الاتحاد الأوروبي -كلاهما حدث مرتبط بالشعبوية- أصبحت كلمة الشعبوية أحد أكثر المصطلحات التي استخدمها المعلقون السياسيون الدوليون. في عام 2017، أعلنها قاموس كامبريدج كلمة العام.
رغم أن المصطلح بدأ كتسمية ذاتية، ينبع جزء من اللبس المحيط به من حقيقة أنه نادرًا ما استُخدِم على هذا النحو، إذ تصف قِلة من الشخصيات السياسية نفسها علنًا بأنها «شعبوية». لاحظت العالِم السياسي مارغريت كانوفان «عدم وجود حركة شعبوية دولية واعية للذات ربما حاولت السيطرة على الإشارة لهذا المصطلح أو الحد منه، ونتيجة لذلك تمكن أولئك الذين استخدموه من إرفاقه بمجموعة واسعة من المعاني». تختلف الشعبوية في هذا الأمر عن مصطلحات سياسية أخرى، كـ «الاشتراكية» أو «المحافظة»، والتي استخدمها الأفراد الذين قدموا تعريفاتهم الخاصة الداخلية للكلمة كتسميات ذاتية على نطاق واسع. بل إنها تشترك في أوجه التشابه مع مصطلحات أخرى كـ «اليسار المتطرف» أو «اليمين المتطرف» أو «التطرف»، والتي كثيرًا ما تُستخدم في الخطاب السياسي ولكنها نادرًا ما تُستخدم كتسميات ذاتية.
في الخطاب الشعبي، غالبًا ما يختلط مصطلح «الشعبوية» بمفاهيم أخرى كالغوغائية، ويُطرح عمومًا كشيء «يُخشى منه ومشكوك فيه». غالبًا ما طُبّق على الحركات التي تُعتبر خارج التيار السياسي الرئيسي أو تهديدًا للديمقراطية. لاحظ العالمان السياسيان إيف ميني وإيف سوريل أن «الشعبوية» أصبحت «شعارًا، لا سيما في وسائل الإعلام، لتسمية الحركات السياسية أو الاجتماعية حديثة العهد التي تتحدى القيم والقواعد والمؤسسات الراسخة في المعتقدات الديمقراطية». عادة ما يُستخدم هذا المصطلح ضد الآخرين، غالبًا بالمعنى الازدرائي لتشويه سمعة المعارضين. اعتنق بعض من أُشير لهم مرارًا بلقب «الشعبويين» بالمعنى الازدرائي  المصطلح لاحقًا في أثناء سعيهم إلى التخلص من دلالاته سلبية. اتُّهم السياسي الفرنسي اليميني المتطرف جان ماري لوبان بالشعبوية، ورد لاحقًا أن «تأخذ الشعبوية في الاعتبار رأي الشعب على وجه التحديد. هل يحق للأشخاص اعتناق أي رأي في ظل الديمقراطية؟ إذا كان الأمر كذلك، فنعم، أنا شعبوي». بالمثل، أعلن حزب العمال الليتواني الذي ينتمي إلى وسط اليسار، بعد تأسيسه في عام 2003: «نحن شعبويون وسنُسمى بذلك». 

### الاستخدام في الوسط الأكاديمي
حتى خمسينيات القرن العشرين، اقتصر استخدام مصطلح «الشعبوية» عمومًا على المؤرخين الذين يدرسون حزب الشعب، ولكن في عام 1954، نشر عالم الاجتماع الأميركي إدوارد شيلس مقالًا يقترح الشعبوية على أنها مصطلح لوصف الاتجاهات المناهضة للنخبة في المجتمع الأميركي على نطاق أوسع. انطلاقًا من مقال شيلس، خلال ستينيات القرن العشرين، أصبح مصطلح «الشعبوية» أكثر رواجًا بين علماء الاجتماع والأكاديميين الآخرين في العلوم الاجتماعية. في عام 1967، عُقد مؤتمر عن الشعبوية في كلية لندن للاقتصاد، فشل مشاركوه بالتوصل لاتفاق على تعريف واضح ومفرد. نتيجة لهذا الاهتمام العلمي، نشأ مجال أكاديمي يُعرف بـ «الدراسات الشعبوية». نما الاهتمام بالموضوع بسرعة: بين عامي 1950 و1960 ظهر نحو 160 منشورًا عن الشعبوية، بينما كان هذا العدد بين عامي 1990 و2000 يزيد على 1500. جادل تاغارت بأن هذا الاهتمام الأكاديمي لم يكن متسقًا ولكنه ظهر في «دفعات» من البحوث التي عكست الظروف السياسية في ذلك الوقت.
أشارت كانوفان إلى أنه «إذا لم تكن فكرة الشعبوية موجودة، فلن يبتكرها أي عالم اجتماعي عمدًا، وهذا المصطلح مبهم للغاية بالنسبة لذلك». من البحث في كيفية استخدام مصطلح «الشعبوية»، اقترحت أنه يمكن استشفاف سبعة أنماط مختلفة من الشعبوية. ثلاثة منها من أشكال «الشعبوية الزراعية»، وهي راديكالية المزارعين، وحركات الفلاحين، والاشتراكية الزراعية الفكرية. أما الأربعة الأخرى فهي من أشكال «الشعبوية السياسية»، والتي تمثل الدكتاتورية الشعبوية والديمقراطية الشعبوية والشعبوية الرجعية وشعبوية السياسيين. أشارت إلى أن هذه «مفاهيم تحليلية» وأن «أمثلة الحياة الحقيقية قد تتداخل مع عدة فئات»، وأضافت أنه لا توجد حركة سياسية واحدة تندرج في جميع الفئات السبع. بهذه الطريقة، تصورت كانوفان الشعبوية عائلة من المفاهيم المترابطة بدلًا من أن تكون مفهومًا واحدًا بحد ذاته.
أدى اللبس الذي يكتنف هذا المصطلح إلى أن يقترح بعض العلماء أنه ينبغي التخلي عنه بالمعرفة. على النقيض من وجهة النظر هذه، ذكر العلماء السياسيون كاس مودي وكريستوبال روفيرا كالتوسر أنه «على الرغم من أن الإحباط أمر مفهوم، يُعد مصطلح الشعبوية مصطلحًا شديد المركزية ليُستغنى عنه ببساطة في المناقشات حول السياسة من أوروبا إلى الأمريكتين». بالمثل، أشارت كانوفان إلى أن المصطلح «ذو معانٍ واضحة ومحددة نسبيًا في عدد من المجالات المتخصصة» وأنه «يوفر مؤشرًا، مهما كان متزعزعًا، لمجال مثير للاهتمام وغير مستكشف إلى حد كبير من التجربة السياسية والاجتماعية». رأى العالمان السياسيان دانييل ألبيرتازي ودنكان ماكدونيل أنه «في حال تحديد مصطلح «الشعبوية» بدقة، فإنه يمكن استخدامه بشكل مربح لمساعدتنا على فهم مجموعة واسعة من الجهات السياسية الفاعلة وتفسيرها». لاحظ العالم السياسي بن ستانلي أنه «على الرغم من إثبات جدلية معنى المصطلح في الأدب، يوحي الإصرار الذي تكرر به إلى وجود حقيقة لا يمكن استبعادها على الأقل: أي أنه يشير إلى نمط متميز من الأفكار».
على الرغم من اختلاف التعاريف الأكاديمية للشعبوية، ركز معظمها على فكرة أنه ينبغي الإشارة إلى شكل من أشكال العلاقة بين «الشعب» و«النخبة»، وأنه ينطوي على اتخاذ موقف معادٍ للمؤسسات. بعيدًا عن هذا، أكد العديد من العلماء على سمات مختلفة يرغبون باستخدامها لتعريف الشعبوية. حدثت هذه الاختلافات في ميادين علمية محددة وبين ميادين مختلفة، وتتباين، على سبيل المثال، بين الباحثين الذين يركزون على مختلف المناطق والفترات التاريخية المختلفة. 

## التعريف التصوري
يُعرَف النهج المشترك لتعريف الشعبوية بالنهج التصوري. يؤكد على فكرة أن الشعبوية ينبغي تعريفها وفقًا لأفكار محددة تكمن وراء هذا النهج، على النقيض من سياسات اقتصادية معينة أو أساليب قيادية قد يظهرها السياسيون الشعبويون. في إطار هذا التعريف، يُطبَّق مصطلح «الشعبوية» على المجموعات السياسية والأفراد الذين يوجهون النداءات «للشعب» ثم يعارضون هذه المجموعة مع «النخبة».
بتبني هذا النهج، يعرّف ألبرتزي وماكدونيل الشعبوية بأنها إيديولوجية «تحرض شعبًا فاضلًا ومتجانسًا ضد مجموعة من النخب و«آخرين» خطرين يوصفون بأنهم يحرمون (أو يحاولون حرمان) الشعب ذي السيادة من حقوقه وقيمه وازدهاره وهويته وصوته». على نحو مماثل، عرّف العالم السياسي كارلوس دي لا توري الشعبوية بأنها «خطاب مانوي يفصل بين السياسة والمجتمع على أنه صراع بين معسكرين لا يمكن التوفيق بينهما وخصومه: الشعب وحكم الأقلية أو كتلة السلطة».
في إطار هذا المفهوم، لاحظ موديد وروفيرا كالتاسر أن «الشعبوية تنطوي دائمًا على انتقاد المؤسسة ومجاملة عامة الشعب»، ووفقًا لبن ستانلي، فإن الشعبوية هي نتاج «علاقة عدائية» بين «الشعب» و«النخبة»، و«كامنة حيثما يوجد احتمال لظهور مثل هذا الخلاف». اقترح العالم السياسي مانويل أنسيلمي تعريف الشعبوية بأنها «شعب مجتمع متجانس» يرى نفسه صاحب السيادة الشعبية المطلقة و«يُبدي موقفًا مناهضًا للمؤسسة». يرى هذا المفهوم الشعبوية خطابًا أو إيديولوجية أو نظرة عالمية. جرى توظيف هذه التعريفات في البداية على نطاق واسع في أوروبا الغربية، على الرغم من أنها لاقت رواجًا متزايدًا في أوروبا الشرقية والأمريكتين لاحقًا.
وفقًا لهذا النهج، توصف الشعبوية بأنها «إيديولوجية ضعيفة» أو «إيديولوجية ضعيفة التمركز»، والتي تُرى بحد ذاتها واهية للغاية فيما يتعلق بتقديم مخطط أولي للتغيير المجتمعي. تختلف بذلك عن الإيديولوجيات «شديدة التمركز» أو «الكاملة» كالفاشية والليبرالية والاشتراكية، والتي تقدم أفكارًا أبعد أثرًا حول التحول الاجتماعي. وعلى هذا، ترتبط الشعبوية، باعتبارها إيديولوجية ضعيفة التمركز، بإيديولوجية شديدة التمركز يديرها السياسيون الشعبويون. بالتالي، يمكن أن تندمج الشعبوية مع أشكال القومية أو الليبرالية أو الاشتراكية أو الفدرالية أو المحافظة. وفقًا لستانلي، فإن «الضعف الذي تتسم الشعبوية به يضمن أن تصبح إيديولوجية متكاملة في ظل الممارسة العملية: فهي لا تتداخل مع نفسها بقدر انتشارها في مختلف الإيديولوجيات».
وفقًا لمدودي وروفيرا كالتوسر، تُعد الشعبوية «نوعًا من الخرائط الذهنية التي يحلل الأفراد من خلالها الواقع السياسي ويدركونه». أشار مودي إلى أن الشعبوية «أخلاقية لا تصويرية». تحرض الشعبوية نظرة مزدوجة متشائمة ينقسم فيها الجميع إلى «أصدقاء وأعداء»، إذ لا ترى هؤلاء الناس مجرد «أشخاص يمتلكون أولويات وقيم مختلفة» بل «أشرارًا» أساسًا. في التأكيد على نقاء المرء ضد فساد «النخبة» أو لا أخلاقيتها، والتي ينبغي أن يبقى الشعب نقيًا منها وبمنأى عنها، تمنع الشعبوية التسوية بين مختلف المجموعات.

## تاريخ
الشعبوية لها حضور واضح منذ أقدم العصور. ففي اليونان القديمة، مع صعود الديماغوجيين من أمثال «كليون»، وانتكاس ديموقراطية أثينا، وما خَلّفَتْهُ من فوضى دفعتْ بأفلاطون وتلميذه أرسطو إلى نبذ والنظر بِدُونِيّةٍ إلى «جموع الرعاع»، وما ينتج عنهم من «حكم الرعاع». وقد أثّرَ التخليط وعدم الوضوح في استخدام المصطلحات على مصطلح «الديموقراطية» الذي غدا سلبيَّ المضمون طيلة قرونٍ.
وشهدتِ الإمبراطوريةُ الرومانيةُ صعودَ أباطرةٍ أو ضباطٍ شعبويين استخدموا قدراتهم الخطابية في تحريك «الجموع» عاطفياً، للوصول إلى مآربهم في التسلط الاستبدادي على الحكم. ويعتبر كل من «الأخوين غراكي» في روما، و«يوليوس قيصر» من أبرز هؤلاء الشعبويين.
وفي منطقة الشرق الأوسط أخذ «الشعب» دور «الرعيّة» وممارسة طقوس الطاعة والخضوع بإذعانٍ مطلقٍ للراعي/الحاكم، الذي يسعى بدوره إلى تعزيز تسلط نظام الحكم عبر استغلال البُنى التقليدية كالعشيرة والقبيلة، والإبقاء على الجهل في صفوف «الشعب»، والحفاظ على مزاجٍ سائدٍ يخضع للعادات والأعراف. واعتاد الكثير من المؤرخين على وصف «الشعب» بالرعاع أو السوْقة أو العوام أو الدُّون وغيرها من نعوت الازدراء التي توضَعُ في مقابل «النخب» من أهل الرياسة والسلطان والعلم والحلِّ والعَقْد. لكن هذا الأمر لم يكن خاضعاً لقواعد مؤسساتيةٍ ثابتةٍ كما كانتْ عليه الحال في أوروبا (نبلاء، كهنوت كَنَسِيّ، حرفيين، فلاحين...) بل كان مستنداً إلى اعتباراتٍ عائليةٍ وقبلية وطبقية.
ومع قدوم عصر النهضة والتنوير الأوروبي وصعود الحداثة حَوَّلَتِ الثورة الفرنسية «عامة الشعب» من متفرجٍ إلى عنصرٍ فاعلٍ في المشهد العام. وعلى خلاف الثورات الأنكلوفونية في بريطانيا أو الولايات المتحدة التي حافظتْ على مُكَوِّنٍ برجوازيٍ مُتَرَابِطٍ ومُنْسَجِمٍ مع الثورة، فقد اتبعت الثورة الفرنسية مقاربةً راديكاليةً وشعبوية. ومع أنها أسّستْ لقطيعةٍ مهمةٍ مع الموروث الاجتماعي والفكري السائد في «النظام القديم» إلا أنها انزلقتْ في ممارساتٍ وسلوكٍ إقصائيٍّ وانتقاميٍّ فَقَدَ الكثيرون رؤوسَهُم بسببه، ما أفضى إلى عقودٍ من الاضطراب، وسمح بالنتيجة بظهور مستبدين جُدُد تسلّقوا على أكتاف «الشعب»، في «عصر الجموع» الذي تم فيه «انتزاعُ الحقِّ الإلهيِّ من المَلِكِ وإلباسُه «للشعب» ليُضْفِي على ما يقوله «الشعب»»
ظهرت الشعبوية في ثلاثينات القرن العشرين وخاصة في أمريكا اللاتينية، حيث برزت الوجوه الأكثر شعبية نتيجة سياسات حكومات ضعيفة وفاسدة، والأكثر شهرة هي التجربة التي خاضها الزعيم خوان دومنغو بيرون والخطابات النارية لزوجته ايفيتا.
واستحكمت السياسات الشعبوية الجاذبة للجماهير في العالم العربي منذ أواخر الأربعينات ووصلت أعلى مستوى لها مع بروز الآيديولوجية الناصرية في مصر تحت قيادة جمال عبد الناصر. وعلى عكس ما مهو حال باقي التجارب الأخرى، انجذب للناصرية الكثير من المثقفين بل وحتى رجال الأعمال أكثر من الجماهير الفقيرة.
توالت الحركات الشعبوية في سياق البيرونية ولكن باسم مبادئ متناقضة وصولا إلى الزمن الراهن: في الإكوادور حيث أقترح الرئيس عبد الله بوكرم بين 1996 - 1997 تشكيل «حكومة من الفقراء» وهو محاط بأكبر أثرياء البلاد، أو أيضا مع الرئاسة «الاجتماعية» لهوغو شافيز في فنزويلا، فلقد نجح في توحيد وتوجيه موجة شعبية عاتية كانت ترفض فساد الطبقة السياسية وتتحرك للتغيير.

## الخطاب الشعبوي
معاني الشعبوية متضاربةٌ، تتراوح بين الرومانسية الثورية والدُّونِيّة السياسية، لكن ما يجمع معظم دُعاة الشعبوية: مقاربتهم التبسيطية في استخدامهم لمفردة «الشعب»، وادعاؤهم أنهم صوت وصدى وضمير هذا «الشعب»، فضلاً عن احتكارهم لتمثيله من دون مراعاة مفاهيم التفويض والتعاقد السليم، وتركيزهم على خطابٍ عاطفيٍّ يفتقر للرؤى الواضحة، مع ترويجهم، المباشر أو غير المباشر، لعداء الفكر.
والخطاب الشعبوي هو خطابٌ مُبْهَمٌ وعاطفي، لا يعتمد الأفكار والرؤى، بل يميل إلى إثارة الحماس وإلهاب المشاعر، ليتماشى تماماً أو يتطابق مع المزاج السائد أو يختاره صُنّاع الخطاب ليبدو على أنه سائد، من دون أن يفيد، من ناحيةٍ أخرى، في التعامل الجدّي والمسؤول مع المشاكل الواقعية. ويُكْثِرُ الخطاب الشعبوي من التركيز على وردية الحلم وتبسيط الأمور في شكلٍ مسرحيٍّ كرنفاليٍّ، مع الإحالة إلى التاريخ الذي يُسْتَحْضَر ويُسْتَخْدَم كوسيلةٍ إيديولوجيةٍ ذات عمقٍ انفعالي.
ويرى الباحث الفرنسي بيير أندريه تاغييف أنه من الخطأ مساواة الشعبوية مع الديماغوجية. فالديماغوجي يهدف إلى تضليل الآخرين بينما الشعبوي يبدأ بتضليل نفسه. ويقول الباحث بأن للشعبوية عددا من الخصائص الأولية. أولها أنها تمثل ثورة ضد النخبة. وهي تزعم أن السياسة هي شيء سهل ويمكن إدراكها بالنسبة للجميع وأن اعتبارها معقدة يعود إلى مكيدة وضعها النخبويون لإبقاء المواطنين العاديين خارج عملية صنع القرار. ويرى تاغييف أن معظم جمهور الخطاب الشعبوي من الأميين والفقراء خصوصا في المناطق الحضرية، وهي الشريحة التي وصفها كارل ماركس بنبرته النخبوية المترفعة بـ «البروليتاريا الرثة» أو بقاع المجتمع.

## وصلات خارجية
- «عودة الشعبوية» - ذي إيكونوميست (بالإنجليزية)
- مصادر يمينية شعبوية (بالإنجليزية)
- الشعبوية والشعبوية الجديدة في أمريكا اللاتينية ولا سيما المكسيك (بالإنجليزية)